# 丹尼爾·瓊卡德拉
丹尼爾·真卡迪拿·佩雷斯-薩拉（1991年5月7日—）是一位西班牙的賽車運動員，出生在巴塞羅那。他曾經是威廉姆斯車隊在F1的測試車手。

## 生涯

### 卡丁車
真卡迪拿在2004年因參加卡丁車比賽而開始了他的賽車生涯，當年在少年美洲卡姆納斯盃的比賽中以第21名完成，也於少年洲際甲級小型賽車安德瑪格地盃的賽事中排名第32。

### 少年方程式大師賽
真卡迪拿在2007年參加少年方程式大師賽，從此踏進了方程式賽車的舞台。在該年共取得七場分站冠軍，總分共積359分，總成績以九分之差敗給艾石·羅佩斯而屈居亞軍。

### 寶馬方程式
隨後真卡迪拿又參加了2007年全德汽車俱樂部寶馬方程式的六場比賽；而在下一個賽季則參加了2008年歐洲寶馬方程式的新手組賽事，隸屬歐國際（EuroInternational）車隊，16場賽事中有13場取得積分，包括兩場在亨格洛林賽道勝出的比賽。次年真卡迪拿繼續代表歐國際車隊參加2009年歐洲寶馬方程式的賽事，全季僅於蒙扎國家賽車場贏得一場冠軍，最終全年度屈居亞軍，輸給他的巴西籍隊友菲利比·納斯爾，事實上真卡迪拿在該季每場都取得積分，但始終未足以保持紅牛少年車隊對他的後勤支援。

### 三級方程式

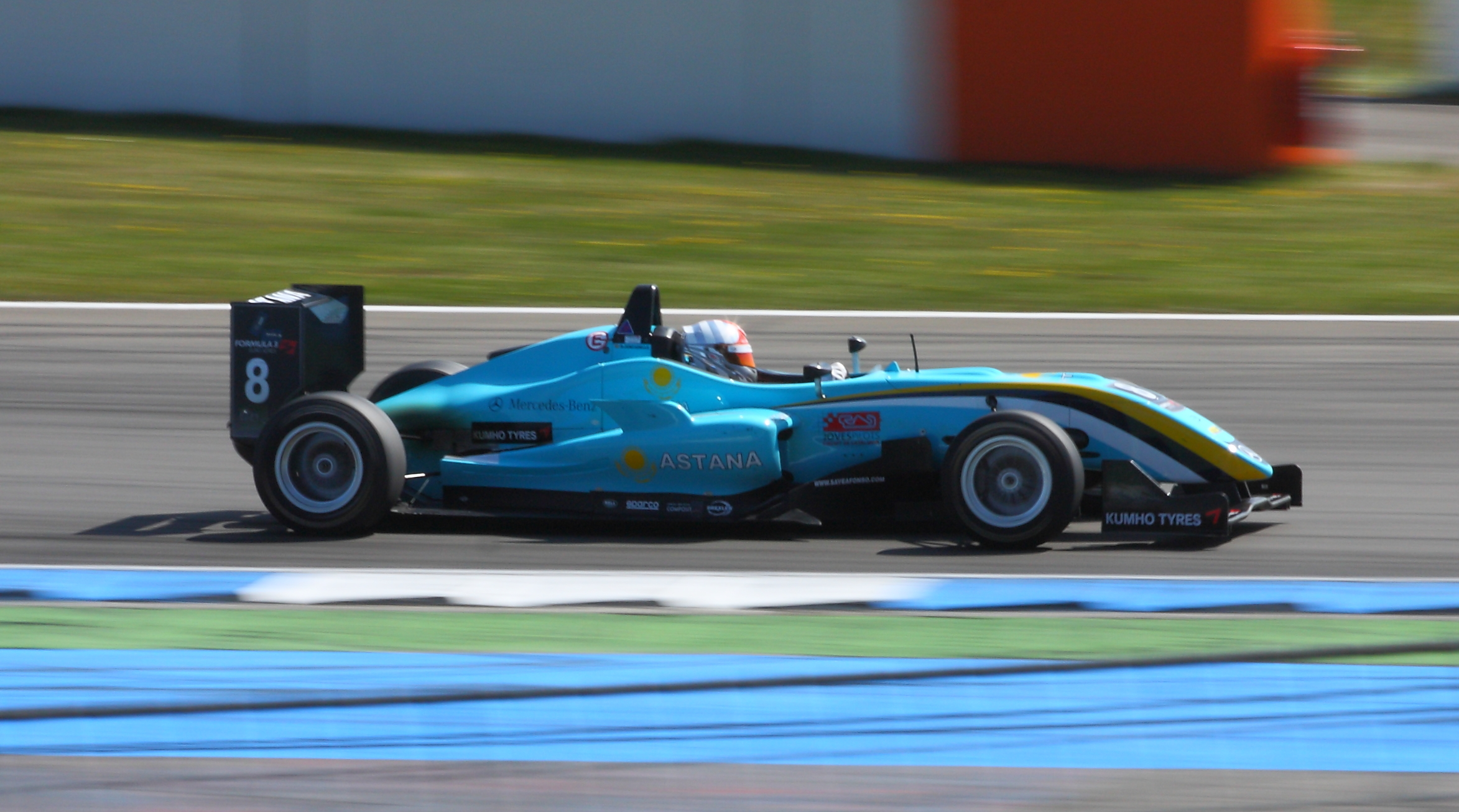
真卡迪拿參加在賀根咸賽道舉行的2010年三級方程式歐洲系列賽第二站賽事

2010年，真卡迪拿加盟佩瑪動力車隊參加該年度的三級方程式歐洲系列賽，於保羅理察賽道第一次出場，並取得個人首次桿位出賽，最終以第四名完成該場賽事。

### 德國房車大師賽
2013年，真卡迪拿代表平治車隊參加該年度的德國房車大師賽，但最好成績的一場祇能獲得第三名。

### 一級方程式
其後於威廉斯車隊在銀石賽道的年青車手測試中，真卡迪拿在第一天的測試中造出了第五最快時間。
2014年1月24日，真卡迪拿加盟印度力量車隊，成為該隊的後備車手，參加在每站賽事的週五練習賽部份。

## 外部連結
- 官方网站 （西班牙文）
- 丹尼爾·瓊卡德拉 在DriverDB.com上的职业生涯数据（英文）